# Yurka (lớp tàu quét mìn)
Tàu quét mìn lớp Avkvamarin (tiếng Nga: Аквамарин, Ngọc xanh biển), tên hiệu của NATO là Yurka (Đề án 266 Rubin)/Natya (Đề án 266M), là loại tàu quét mìn do Liên Xô thiết kế và sản xuất trong giai đoạn 1963 và 1970.

## Đề án 266 Rubin
Đề án 266 Rubin, tên hiệu của NATO là Yurka. Tàu có lượng giãn nước tiêu chuẩn 519 tấn, tốc độ 16 hải lý/giờ, thủy thủ đoàn 56 người. Hệ thống vũ khí của tàu gồm 2 bệ pháo 2 nòng AK-230 cỡ nòng 30mm, 2 bệ 4 ống phóng tên lửa phòng không 9K34 Strela-3 (SA-N-8) với cơ số 16 đạn, 36 bom chìm, 10 thủy lôi cùng hệ thống các thiết bị phá mìn bằng chạm nổ, từ tính, sóng âm… 
Phiên bản xuất khẩu mang tên thiết kế là đề án 226E. Yurka được xuất khẩu cho hải quân Ai Cập và Việt Nam. Lớp tàu quét mìn tiếp theo là Đề án 266M tên hiệu của NATO là Natya, có trọng tải và kích thước lớn hơn, có hệ thống cảm biến điện tử tinh vi và trang bị được nhiều vũ khí hơn.

## Thiết kế
Một thiết kế tàu quét mìn đại dương mới đã được yêu cầu vào năm 1957 dựa trên thiết kế tàu quét mìn T43 của Hải quân Liên Xô trong thập niên 1940. Thiết kế đã được phê duyệt trong năm 1959 và đi vào phục vụ trong năm 1963 dưới cái tên là tàu quét mìn lớp T-58. Nó tiếp tục được cải tiến bằng việc tăng giáp vỏ tàu và bảo vệ chống nổ mìn gây hư hại. Thân tàu được đóng bằng thép từ tính thấp.

## Các tàu phục vụ

### Hải quân Xô Viết
Khoảng 41 tàu đã được đóng cho Hải quân Xô Viết, 1 chiếc bị mất do tai nạn tại Biển Đen năm 1989. Tất cả bị loại khỏi biên chế vào giữa thập niên 1990

### Hải quân Ai Cập
4 tàu được chuyển giao năm 1969, vẫn còn hoạt động

### Hải quân Nhân dân Việt Nam
2 tàu được phía Liên Xô đóng năm 1979 và chuyển giao năm 1981. Số hiệu HQ-851 và HQ-852. Vẫn còn hoạt động.